# Ribeirão Brioso
Ribeirão Brioso är ett vattendrag i Brasilien.   Det ligger i delstaten Mato Grosso do Sul, i den södra delen av landet, 700 km sydväst om huvudstaden Brasília.
Omgivningarna runt Ribeirão Brioso är huvudsakligen savann. Trakten runt Ribeirão Brioso är nära nog obefolkad, med mindre än två invånare per kvadratkilometer.